# Dolichomitus dobrogensis
Dolichomitus dobrogensis är en stekelart som beskrevs av Constantineanu och Pisica 1970. Dolichomitus dobrogensis ingår i släktet Dolichomitus och familjen brokparasitsteklar. Inga underarter finns listade i Catalogue of Life.